# Observatório do Ambiente dos Açores

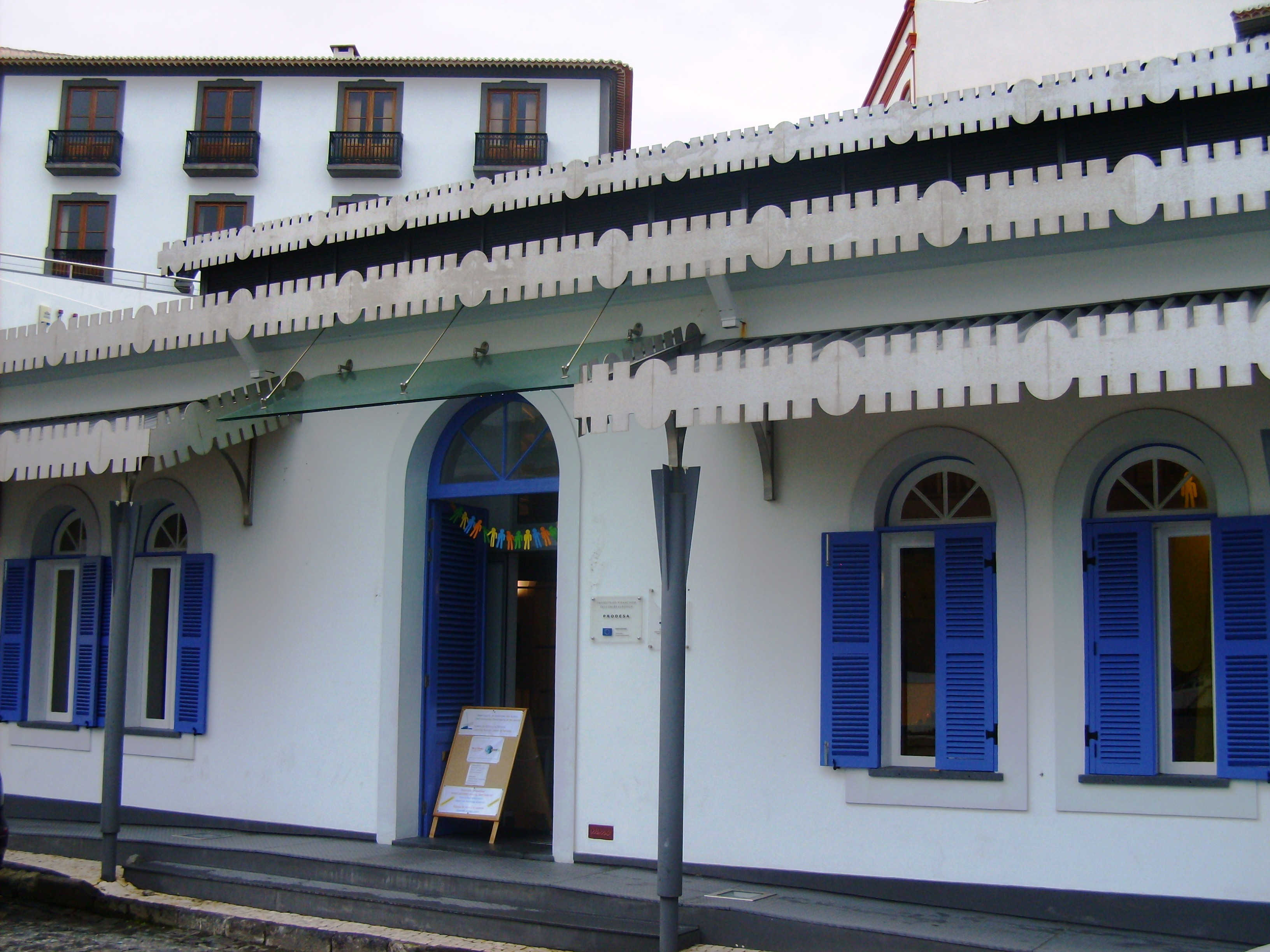
Observatório do Ambiente dos Açores, Angra do Heroísmo.

O Observatório do Ambiente dos Açores localiza-se na antiga "Casa do Peixe", em frente à Prainha, no centro histórico de Angra do Heroísmo, na Ilha Terceira, nos Açores. É gerido pela Associação para o Estudo do Ambiente Insular e abriu as suas portas ao público a 24 de junho de 2008. 
As suas instalações reúnem dois espaços:
- o Centro de Ciência de Angra do Heroísmo: OAA-CCAH[1]
- o Centro de Informação EuropeDirect - Açores (https://europedirect-acores.pt/)

O OAA-CCAH  constitui-se em um espaço especialmente disposto e equipado para despertar o interesse de jovens e adultos pela ciência, dividido em módulos que permitem realizar diversas atividades interativas de observação e de experimentação.
A atual exposição interativa - "Biofísica, a física da vida"- está dividida em cinco conjuntos de módulos dedicados ao eletromagnetismo (amarelos); mecânica (laranjas); ondas (verdes); óptica (azuis) e radiação (azul-esverdeado) aos quais estão associados quatro painéis infográficos relacionados com a componente biológica - a biofísica. 
Além da área principal de exposição o Centro oferece:
- área multimédia, onde se realizam atividades e está disponível o acesso à página dos Centros de Ciência dos Açores em http://centrosciencia.azores.gov.pt/ e à exposição online "Serviços dos Ecossistemas dos Açores" (disponível em: http://centrocienciaah.com/)
- laboratório com 24 kits portáteis de várias áreas da ciência (física, química, biologia, geologia, etc.) e cerca de 75 experiências (total) disponíveis para realização por grupos e visitantes individuais.
- mini-auditório, com capacidade para 35 pessoas, destinada a cursos, comunicações, debates, exibições de filmes, outras; e
- espaço de acesso à Internet com um pequeno arquivo científico da Universidade dos Açores, disponível para consulta.

Complementarmente, o OAA-CCAH desenvolve exposições, organiza ou co-organiza atividades de divulgação científica e educação ambiental ao ar livre, feiras de ciência, concursos, palestras e ainda oficinas e workshops em várias áreas científicas e sempre com o cunho ambiental presente. 

A página de Facebook do OAA-CCAH encontra-se disponível em: https://www.facebook.com/ObservatorioAmbienteAcoresCentroCienciaAH/